# Eospalax
Eospalax — рід мишоподібних гризунів родини сліпакові (Spalacidae). Рід є ендеміком степової зони Китаю.

## Види
- Рід Eospalax
  - Eospalax fontanierii
  - Eospalax rothschildi
  - Eospalax smithii